# Crkva sv. Ilije na Morinama

Crkva sv. Ilije Proroka, rimokatolička crkva na Morinama, danas joj se još samo zna za mjesto. U njoj se duhovno opsluživalo uglavnom stočare koji su živjeli na planinama (Crvanj, Busovača, Morine, Somine, Orlovac itd.) i u kad je u isto vrijeme živjelo oko 800 katolika.

## Povijest
I prije gradnje crkve, ovdašnji katolički put pohodili su redovito katolički svećenici po ovome planinskom prostranstvu. Još u doba Osmanskoga Carstva bili su određivani posebni svećenici za Morine, koji su katoličkom puku ondje nastanjenu vršili vjerske obrede.
Odlaskom Osmanlija i dolaskom Austro-Ugarske monarhije vjerske su se prilike izmijenila, osnovala se nevesinjska župa i započela gradnja filijalnih crkava. Godine 1912. izgrađena je crkva, djelo majstora Joze i Vidoja Vujinovića, koja je okupljala 800 katoličkih vjernika iz okolnih više od 100 kućanstava. Gravitirali su joj vjernici iz mjesta Crvanj, Busovača, Morine, Somine i Orlovac.
Za gradnju ove filijalne crkve nevesinjske župe koju su napravili planištari, a od planine do planine išla su po dva čovjeka za prikupljati priloge za podizanje ove crkve.  Misa se u crkvici govorila na Ilindan i na Gospu od Milosrđa (nedjelja po Maloj Gospi). Slušao ju je narod koji bi se sabrao sa svih planina, s Crvnja, Kladova Polja, pa čak i s Treskavice, a pogotovo katolici iz Borča i Nevesinja, i pješaci i konjanici, te iz Bjelimića, a dolazili su i mnogi pravoslavci iz okolnih sela. Okupljalo se za ilindansku svečanost po nekoliko tisuća svečanod odjevenih vjernika, okolica je odlijegala od pjesme i svirke čobana s diplama, gajdama, frulama i dvogrlama, te se s pravom može reći da je to bio najveći skup vjernika u istočnim stranama Hercegovine. I na redovnoj nedjeljnoj misi koja se služila na tamošnjim grobljima, razvijale su se narodne svečanosti, i u tim zgodama bio je skup naroda iz svih okolnih mjesta, posebno tamošnjih naseljenika po Borču, pa i inovjeraca.
Crkve sv. Ilije na Morinama danas nema, stradala je u Drugom svjetskom ratu. 
Nakon što su partizani 1941. zauzeli Nevesinje, polovicom sljedeće godine, 6. svibnja 1942. osovinske sile pokreću Treću ofenzivu protiv partizana. Talijani su zaposjeli područje oko crkve sv. Ilije na Morinama. Ukopali su se u rovove. Na ovoj visini još uvijek je u to doba godina hladno i već sutradan Talijani su za se ugrijati digli svu japiju s crkve i sve od drva drveno u crkvi - i to sve ložili. Ni poslije u ratu crkva nije bila pošteđena oskrvrnjivanja, a i poslije rata. Prazna crkva služila je najviše u gospodarske svrhe. Godine 1948. u Nevesinju Miro Popara formirao je Poljoprivredno dobro. Zakonskom odlukom i uredbama od 8. siječnja 1948. dotadašnjim vlasnicima oduzeti su sva imovina i pašnjaci na Morinama, ako se nisu vratili na svoje posjede, ili nisu stavili žalbu na rješenja o oduzimanju imovine. Žalbeni rok bio je pet godina. Godine 1949. crkva je opet oskvrnjena. Sav kamen od crkve uzet je za gradnju obližnje pekare Poljoprivrednoga dobra. Pekara je danas urušena i zapuštena. 
Vlasti su oko 1950. Rješenjem o zemljišnom maksimumu oduzeli ljudima zemlju, osnovana je Zadruga "Planinsko dobro" Morine, a od građevnog materijala katoličke crkvice izgrađen je obližnji zadružni ovčarnik, koji je i sam danas u ruševnom stanju. Od crkvice su danas ostali samo temelji.